# Ruine Hassenberg
Die Burg Hassenberg, auch Hassenburg, Hasenmauer oder Hassenmur genannt, ist die Ruine einer Höhenburg bei dem Ortsteil Zwiefaltendorf der Stadt Riedlingen im Landkreis Biberach in Baden-Württemberg.

## Lage
Die Ruine liegt auf einer 550 m ü. NN hohen Bergecke über dem rechtsseitigen Donautal dem Ort Zwiefaltendorf und der Mündung der Zwiefalter Aach gegenüber. Ein Halsgraben trennte die Burg von der angrenzenden Hochfläche.

## Geschichte
Die Herren von Nieder-Zwiefalten, wie der Ort ursprünglich hieß, ließen die Burg spätestens in der Mitte des 14. Jahrhunderts erbauen, zumindest ist sie für 1355 schon beurkundet. Ob sie konkurrierend zur Burg Zwiefalten am gegenüberliegenden Donauufer stand, ist unklar.
Laut der Informationstafel des Schwäbischen Albvereins an der Burgruine hatte sie ein Eitel von Stadion 1389 als österreichisches Lehen zu Händen. 1393 wurde die Burg zerstört. Im gleichen Jahr verkaufte Wilhelm Johann von Stadion, nachdem der Habsburger Herzog Leopold von Österreich auf seine Besitzrechte verzichtete, die zerfallene Burg und die zugehörige Mühle zu Zwiefaltendorf an das Kloster Marchtal.
1509 stiftete Margarete von Speth, eine geborene Neipperg, ca. 400 Meter südlich der Burgruine eine Burgkapelle zu Ehren der Heiligen St. Anna. An der Kapelle befindet sich auch ein altes, steinernes Sühnekreuz.
Die meisten Burgreste wurden um 1660 abgebrochen. Von der ehemaligen Burganlage sind noch Reste der Umfassungsmauern erhalten. Der Halsgraben ist  noch sichtbar.

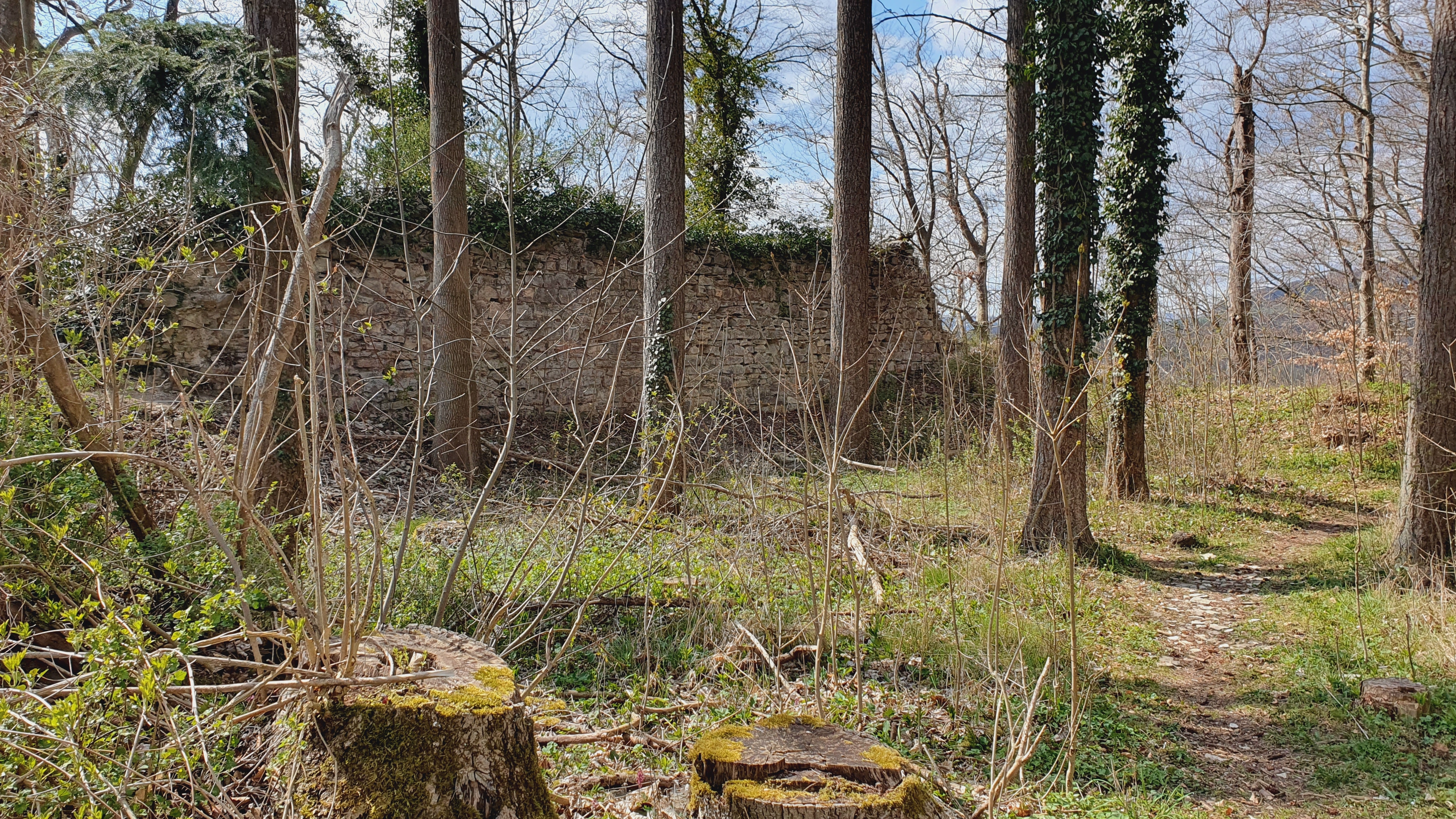
Verstärkte Mauerreste an der westlichen Spornseite zum Donautal Ri. Zwiefaltendorf
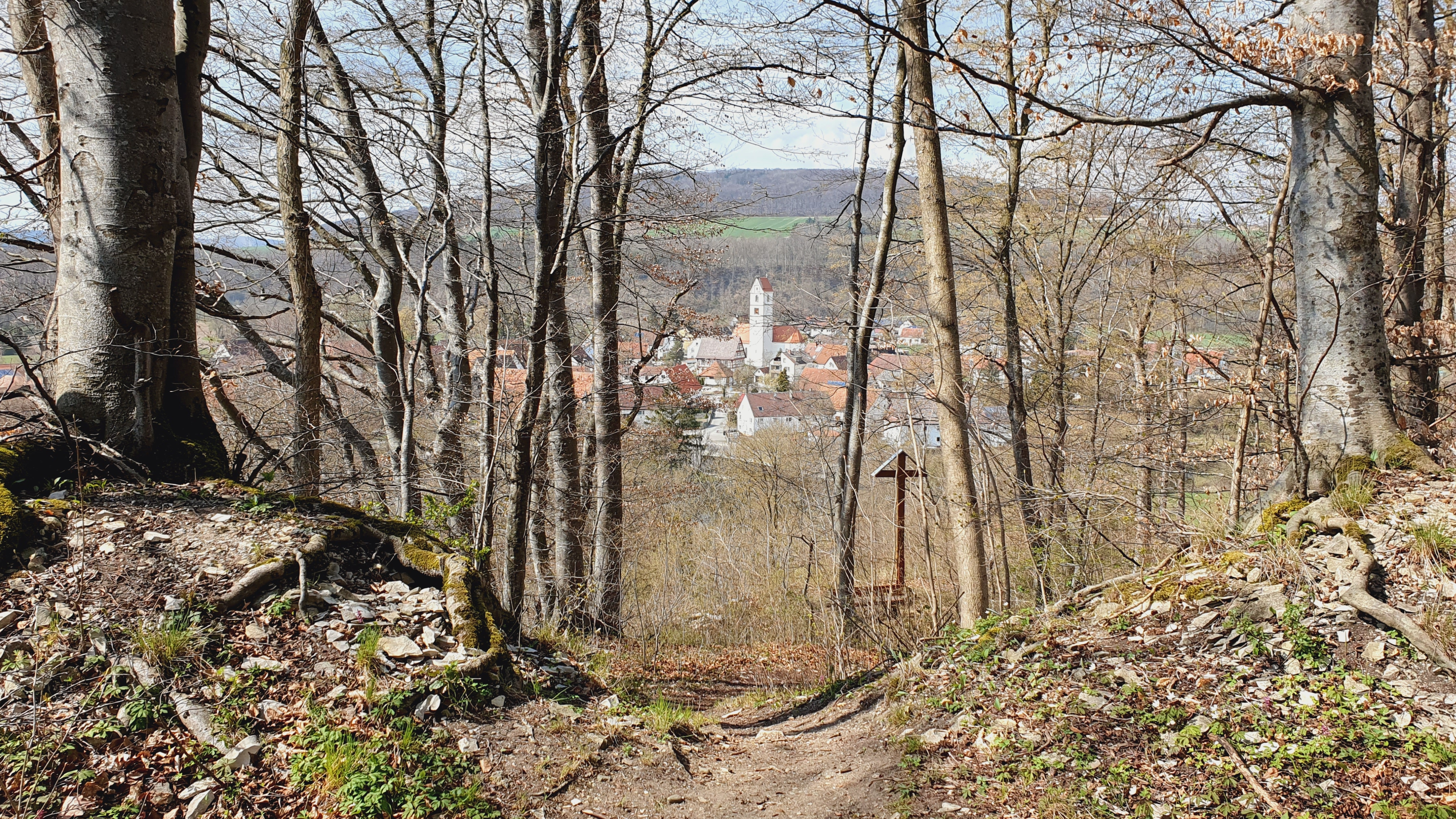
Nördlicher neuzeitlicher Zugang zur Burgruine; Blick durch den Walldurchbruch in den Ort auf die andere Donauseite
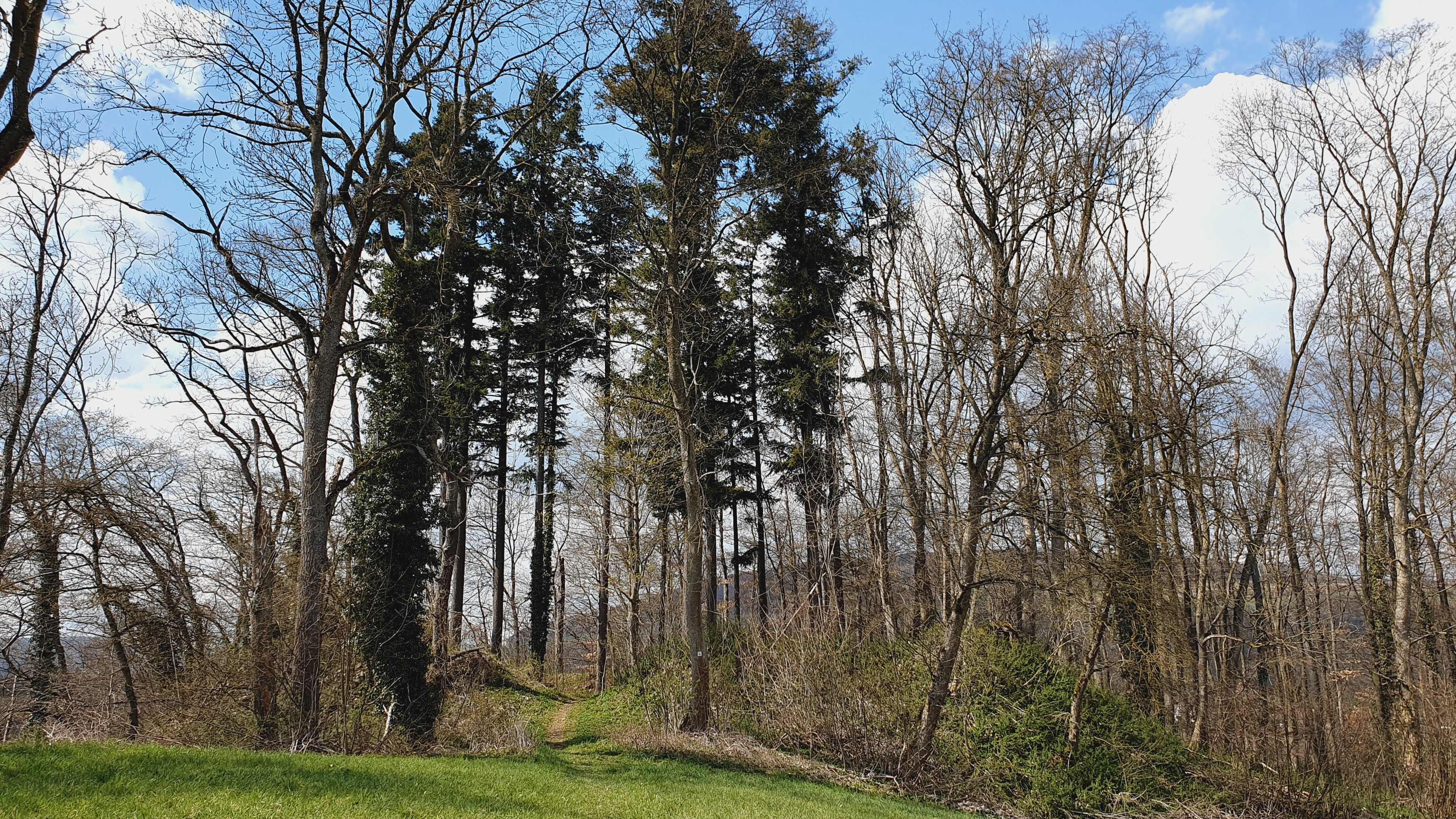
Blick von Südosten auf den Zugang zum Burgplateau. Der Halsgraben ist noch zu sehen.
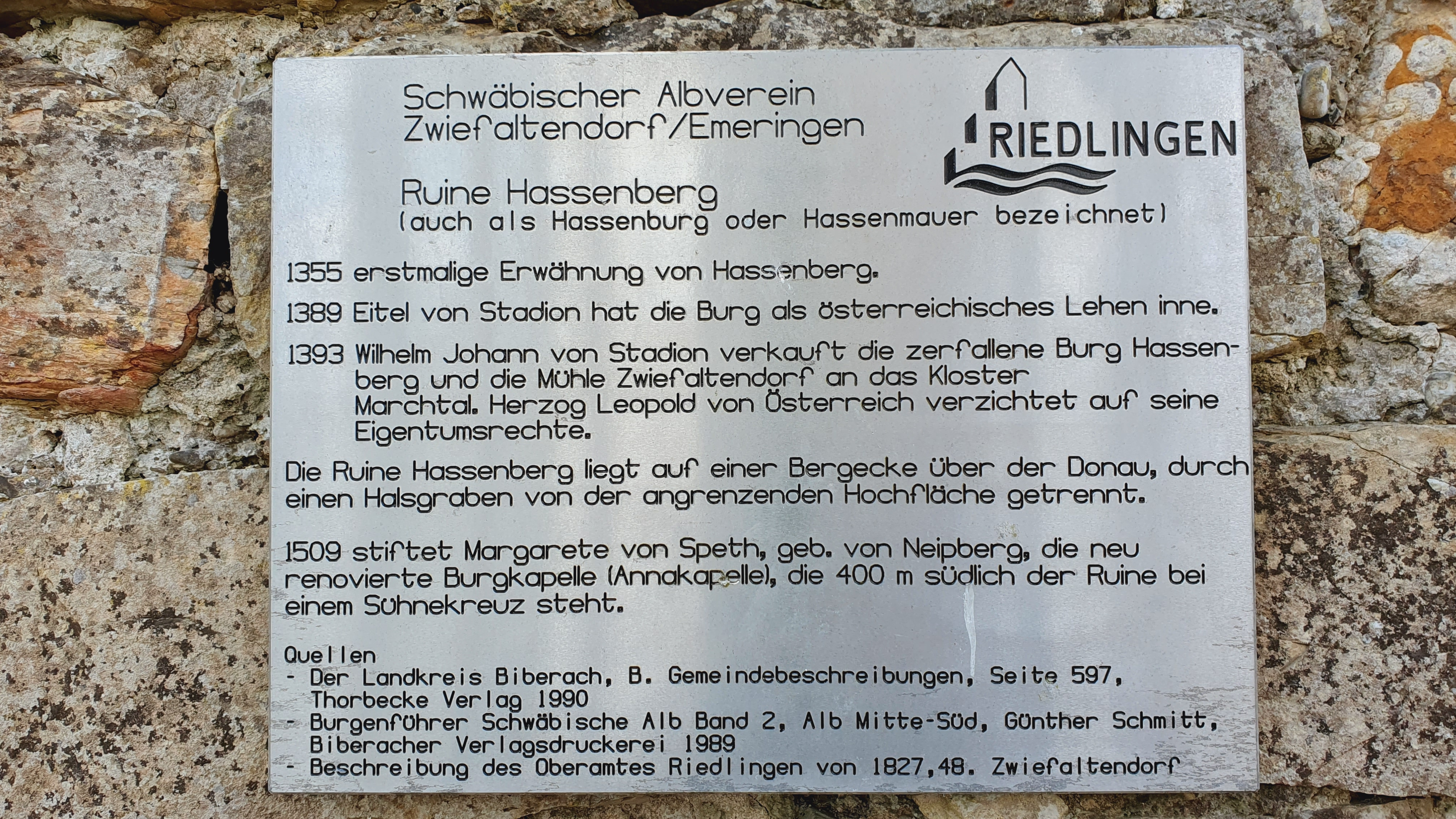
Informationstafel des Schwäbischen Albvereins
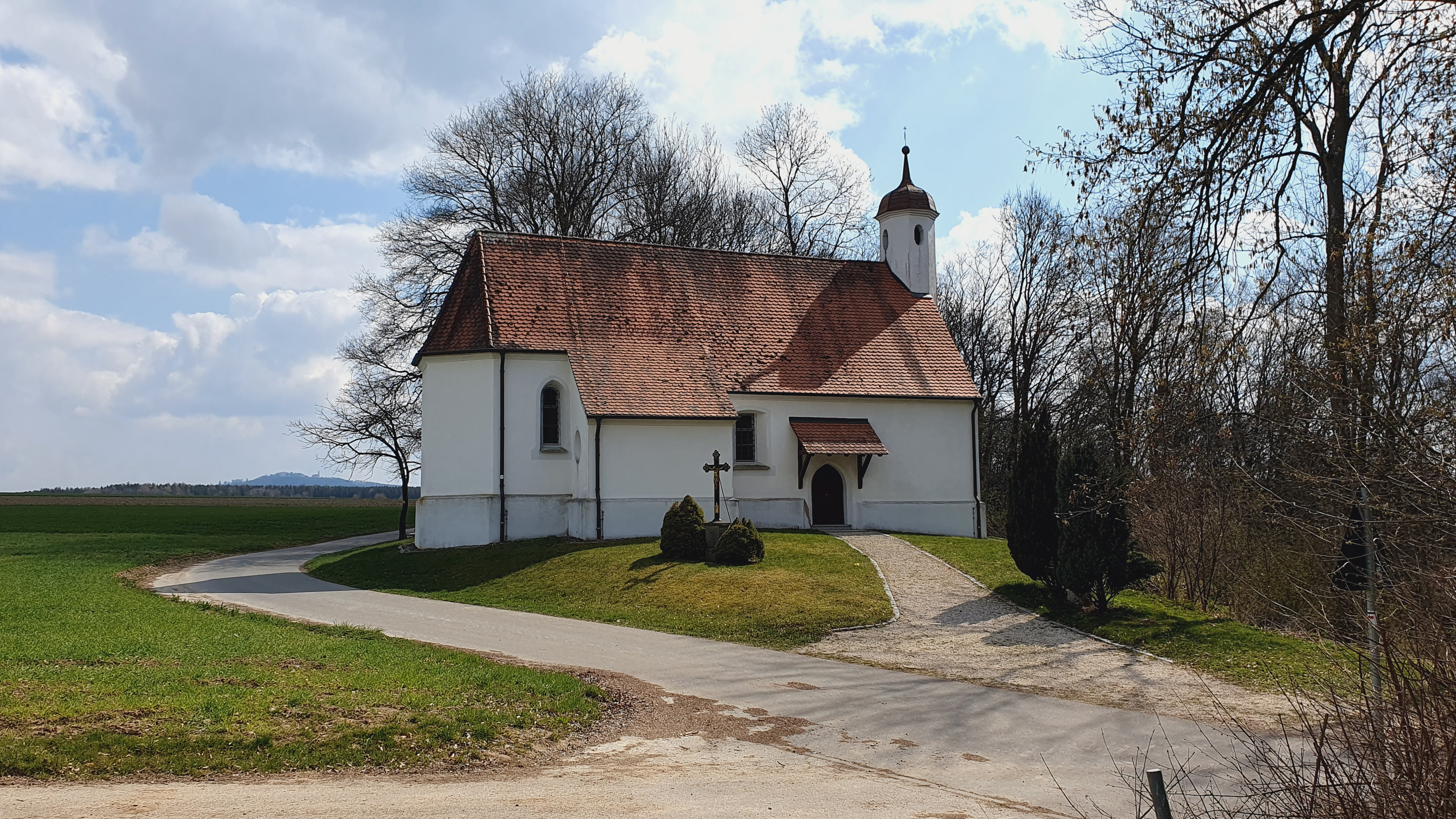
Ehemalige Burgkapelle der Ruine Hassenberg